# Grisignano di Zocco
Grisignano di Zocco este o comună din provincia Vicenza, regiunea Veneto, Italia, cu o populație de 4.297 locuitori (1 ianuarie 2023) și o suprafață de 17,02 km².

## Demografie
Grisignano di Zocco - evoluția demografică

|  | Graficele sunt indisponibile din cauza unor probleme tehnice. Mai multe informații se găsesc la Phabricator și la wiki-ul MediaWiki. |

Date: Recensăminte sau birourile de statistică - grafică realizată de Wikipedia